# Agua de Rayo
Agua de Rayo är en ort i Mexiko.   Den ligger i kommunen San José Tenango och delstaten Oaxaca, i den sydöstra delen av landet, 290 km sydost om huvudstaden Mexico City. Agua de Rayo ligger 967 meter över havet och antalet invånare är 179.
Terrängen runt Agua de Rayo är kuperad norrut, men söderut är den bergig. Runt Agua de Rayo är det ganska tätbefolkat, med 86 invånare per kvadratkilometer. Närmaste större samhälle är Huautla de Jiménez, 13,5 km väster om Agua de Rayo. I omgivningarna runt Agua de Rayo växer i huvudsak städsegrön lövskog.